# Baltazaria caligata
Baltazaria caligata là một loài tò vò trong họ Ichneumonidae.